# فریتزه کارستنسن
فریتزه کارستنسن (دانمارکی: Fritze Carstensen؛ ۱۸ ژوئیه ۱۹۲۵ – ۵ اوت ۲۰۰۵) شناگر اهل دانمارک بود.
وی در مسابقات کشوری و بین‌المللی در مجموع برندهٔ ۲ مدال طلا، ۱ مدال نقره شده‌است.